# Región de Engiadina Bassa/Val Müstair
La Región de Engiadina Bassa/Val Müstair es una unidad administrativa del cantón de los Grisones, Suiza. Sustituyó el 1 de enero de 2017 al anterior distrito del Eno, con el que coincide. Los cuatro círculos en los que se subdividía fueron disueltos. 